# Pleurothallis palliolata
Pleurothallis palliolata är en orkidéart som beskrevs av Oakes Ames. Pleurothallis palliolata ingår i släktet Pleurothallis och familjen orkidéer. Inga underarter finns listade i Catalogue of Life.